# Different Worlds Live
Different Worlds Live es un álbum en vivo de la banda británica de rock progresivo Asia y fue publicado por Shakedown Records en 2003.   Fue relanzado en 2005 y 2007 por la discográfica Recall.
Este álbum en directo de dos discos es en realidad una compilación de los álbumes Live at the Town & Country Club y Live Acoustic, ambos publicados en 1999. Sin embargo, Different Worlds Live enlista algunas canciones con nombres diferentes y hasta adhiere otros temas que no se encuentran en sus publicaciones originales, por ejemplo «Love Under Fire» en el disco uno. Además incluye un DVD que contiene una entrevista con John Payne y Geoff Downes, los cuales fueron entrevistados por Jet Martin Celmins.

## Lista de canciones

### Disco uno
| Side one |                               |                                          |          |  |
| N.º      | Título                        | Escritor(es)                             | Duración |  |
| 1.       | «Intro»                       |                                          | 1:01     |  |
| 2.       | «Go»                          | Geoff Downes / John Wetton               | 5:31     |  |
| 3.       | «Lay Down Your Arms»          | Downes / John payne / Grant Hart         | 4:31     |  |
| 4.       | «Love Under Fire»             | Downes / Greg Lake                       | 7:00     |  |
| 5.       | «Rock and Roll Dream»         | Downes / Wetton                          | 7:53     |  |
| 6.       | «John Intro»                  |                                          | 1:31     |  |
| 7.       | «Little Rich Boy»             | Downes / Payne                           | 7:30     |  |
| 8.       | «Cutting It Fine»             | Downes / Wetton / Steve Howe             | 2:38     |  |
| 9.       | «Video Killed the Radio Star» | Downes / Trevor Horn / Bruce Woolley     | 3:50     |  |
| 10.      | «Voice of America»            | Downes / Wetton                          | 5:42     |  |
| 11.      | «Aqua Pt. 1»                  | Downes / Payne                           | 2:15     |  |
| 12.      | «Who Will Stop the Rain?»     | Downes / Johnny Warman / Jane Woolfenden | 4:46     |  |
| 13.      | «Wildest Dreams»              | Downes / Wetton                          | 5:25     |  |

### Disco dos
| Side one |                               |                               |          |  |
| N.º      | Título                        | Escritor(es)                  | Duración |  |
| 1.       | «The Heat Goes On»            | Downes / Wetton               | 4:45     |  |
| 2.       | «Different Worlds»            | Downes / Payne                | 5:17     |  |
| 3.       | «Back in Town»                | Downes / Warman               | 4:21     |  |
| 4.       | «Summer»                      | Downes / Payne                | 3:34     |  |
| 5.       | «Don't Call Me»               | Downes / Warman               | 5:43     |  |
| 6.       | «Military Man»                | Downes / Payne                | 3:43     |  |
| 7.       | «Cutting It Fine»             | Downes / Wetton / Howe        | 2:03     |  |
| 8.       | «Video Killed the Radio Star» | Geoff Downes                  | 2:57     |  |
| 9.       | «Arena»                       | Downes / Payne / Andrew Herod | 5:39     |  |
| 10.      | «Only Time Will Tell»         | Downes / Wetton               | 4:18     |  |
| 11.      | «Feels Like Love»             | Downes / Payne                | 4:35     |  |
| 12.      | «Who Will Stop the Rain?»     | Downes / Warman               | 5:42     |  |
| 13.      | «Sad Situation»               | Downes / Payne                | 4:22     |  |
| 14.      | «Heat of the Moment»          | Downes / Wetton               | 4:27     |  |

### Disco tres
| Side one |                                            |          |  |
| N.º      | Título                                     | Duración |  |
| 1.       | «Entrevista con Geoff Downes y John Payne» |          |  |

## Formación

### Asia
- John Payne — voz principal y bajo
- Geoff Downes — teclado, piano y coros
- Vinny Burns — guitarra (en el disco uno)
- Aziz Ibrahim — guitarra (en el disco dos)
- Trevor Thornton — batería (en el disco uno)
- Bob Richards — batería y percusiones (en el disco dos)

### Músico invitado
- Steve Howe — guitarra (en las canciones 12 y 13 del disco uno)